# Chrysobothris knulli
Chrysobothris knulli är en skalbaggsart som beskrevs av Nelson 1975. Chrysobothris knulli ingår i släktet Chrysobothris och familjen praktbaggar. Inga underarter finns listade i Catalogue of Life.